# 9e étape du Tour de France 2007
Pour un article plus général, voir Tour de France 2007.
La 9e étape du Tour de France 2007 se dispute le 17 juillet. Le parcours de 161 kilomètres relie Val d'Isère à Briançon. Le président de la République française Nicolas Sarkozy a suivi cette étape en compagnie du directeur du Tour.

## Profil de l'étape
Les coureurs doivent franchir deux cols hors catégorie, le col de l'Iseran (2 770 m) en début d'étape et le col du Galibier (2 645 m) en fin d'étape via le col du Télégraphe (1 566 m), avant de terminer l'étape par une longue descente jusqu'à Briançon.

## Communes traversées

### Savoie
Val-d'Isère, Bonneval-sur-Arc, Bessans, Lanslevillard, Lanslebourg-Mont-Cenis, Termignon, Sollières-Sardières, Bramans, Villarodin-Bourget, Modane, Fourneaux, Orelle, Saint-Michel-de-Maurienne, Saint-Martin-d'Arc, Valloire.

### Hautes-Alpes
Le Monêtier-les-Bains, La Salle-les-Alpes, Saint-Chaffrey, Briançon.

## Récit
Après une journée de repos, les coureurs débutent cette dernière étape dans les Alpes en montant le col de l'Iseran, le plus haut sommet du Tour.
Yaroslav Popovych franchit en premier le col de l'Iseran, puis un regroupement se produit dans la descente du col. Mikel Astarloza passe en tête de la deuxième difficulté de l'étape, le col du télégraphe, devant Popovych, Gutiérrez et Gusev.
Mauricio Soler attaque dans le col du Télégraphe puis passe seul au col du Galibier, il précède Popovych qui a été distancé dans la montée. Alejandro Valverde fait exploser le peloton dans la montée, imité un peu plus tard par Alberto Contador qui est accompagné dans un premier temps par Cadel Evans. Contador rejoint Popovych au col, puis les deux coéquipiers se lancent à la poursuite de Soler, mais sans succès et ce dernier remporte l'étape à Briançon.
Alexandre Vinokourov termine à plus de trois minutes du vainqueur de l'étape, il a désormais peu de chances de remporter le Tour car il est à plus de huit minutes du premier au classement général.

## Classement de l'étape
| \| Classement de l'étape \| Classement de l'étape \| Classement de l'étape \| Classement de l'étape \| Classement de l'étape \| \| Coureur \| Coureur \| Pays \| Équipe \| Temps \| \| --------------------- \| --------------------- \| --------------------- \| --------------------- \| --------------------- \| \| 1er \| Mauricio Soler \| Colombie \| Barloworld \| 4 h 14 min 24 s \| \| 2e \| Alejandro Valverde \| Espagne \| Caisse d'Épargne \| + 38 s \| \| 3e \| Cadel Evans \| Australie \| Predictor-Lotto \| + 38 s \| \| 4e \| Alberto Contador \| Espagne \| Discovery Channel \| + 40 s \| \| 5e \| Iban Mayo \| Espagne \| Saunier Duval-Prodir \| + 42 s \| \| 6e \| Michael Rasmussen \| Danemark \| Rabobank \| + 42 s \| \| 7e \| Levi Leipheimer \| États-Unis \| Discovery Channel \| DQ \| \| 8e \| Kim Kirchen \| Luxembourg \| T-Mobile \| + 46 s \| \| 9e \| Andreas Klöden \| Allemagne \| Astana \| + 46 s \| \| 10e \| Carlos Sastre \| Espagne \| CSC \| + 46 s \| |                    |            |                      |                 |
| |                    |            |                      |                 |
| |                    |            |                      |                 |
| Classement de l'étape |                    |            |                      |                 |
| Coureur | Coureur            | Pays       | Équipe               | Temps           |
| 1er | Mauricio Soler     | Colombie   | Barloworld           | 4 h 14 min 24 s |
| 2e | Alejandro Valverde | Espagne    | Caisse d'Épargne     | + 38 s          |
| 3e | Cadel Evans        | Australie  | Predictor-Lotto      | + 38 s          |
| 4e | Alberto Contador   | Espagne    | Discovery Channel    | + 40 s          |
| 5e | Iban Mayo          | Espagne    | Saunier Duval-Prodir | + 42 s          |
| 6e | Michael Rasmussen  | Danemark   | Rabobank             | + 42 s          |
| 7e | Levi Leipheimer    | États-Unis | Discovery Channel    | DQ              |
| 8e | Kim Kirchen        | Luxembourg | T-Mobile             | + 46 s          |
| 9e | Andreas Klöden     | Allemagne  | Astana               | + 46 s          |
| 10e | Carlos Sastre      | Espagne    | CSC                  | + 46 s          |

## Classement général
Le peloton des favoris ayant terminé quasiment groupé, peu de changements ont lieu au classement général. Le Danois Michael Rasmussen (Rabobank) porte toujours le maillot jaune de leader. Suite cependant à la défaillance de l'Allemand Linus Gerdemann (T-mobile), il devance maintenant deux espagnols, Alejandro Valverde (Caisse d'Épargne) et Iban Mayo (Saunier Duval-Prodir). Autre sortie du top 10, celles du Kazakh Andrey Kashechkin (Astana), du Luxembourgeois Fränk Schleck et du Russe Denis Menchov (Rabobank). Le 10e du classement Kim Kirchen (T-Mobile) est maintenant relégué à plus de cinq minutes du leader.
L'Américain Levi Leipheimer, 9e du classement général, est disqualifié en 2012 pour ses pratiques dopantes entre 1999 et 2007 et apparait donc rayé dans le classement si dessous.
| \| Classement général \| Classement général \| Classement général \| Classement général \| Classement général \| \| Coureur \| Coureur \| Pays \| Équipe \| Temps \| \| ------------------ \| ------------------ \| ------------------ \| -------------------- \| ------------------ \| \| 1er \| Michael Rasmussen \| Danemark \| Rabobank \| 43 h 52 min 48 s \| \| 2e \| Alejandro Valverde \| Espagne \| Caisse d'Épargne \| + 2 min 35 s \| \| 3e \| Iban Mayo \| Espagne \| Saunier Duval-Prodir \| + 2 min 39 s \| \| 4e \| Cadel Evans \| Australie \| Predictor-Lotto \| + 2 min 41 s \| \| 5e \| Alberto Contador \| Espagne \| Discovery Channel \| + 3 min 08 s \| \| 6e \| Christophe Moreau \| France \| AG2R Prévoyance \| + 3 min 18 s \| \| 7e \| Carlos Sastre \| Espagne \| CSC \| + 3 min 39 s \| \| 8e \| Andreas Klöden \| Allemagne \| Astana \| + 3 min 50 s \| \| 9e \| Levi Leipheimer \| États-Unis \| Discovery Channel \| DQ \| \| 10e \| Kim Kirchen \| Luxembourg \| T-Mobile \| + 5 min 06 s \| |                    |            |                      |                  |
| |                    |            |                      |                  |
| |                    |            |                      |                  |
| Classement général |                    |            |                      |                  |
| Coureur | Coureur            | Pays       | Équipe               | Temps            |
| 1er | Michael Rasmussen  | Danemark   | Rabobank             | 43 h 52 min 48 s |
| 2e | Alejandro Valverde | Espagne    | Caisse d'Épargne     | + 2 min 35 s     |
| 3e | Iban Mayo          | Espagne    | Saunier Duval-Prodir | + 2 min 39 s     |
| 4e | Cadel Evans        | Australie  | Predictor-Lotto      | + 2 min 41 s     |
| 5e | Alberto Contador   | Espagne    | Discovery Channel    | + 3 min 08 s     |
| 6e | Christophe Moreau  | France     | AG2R Prévoyance      | + 3 min 18 s     |
| 7e | Carlos Sastre      | Espagne    | CSC                  | + 3 min 39 s     |
| 8e | Andreas Klöden     | Allemagne  | Astana               | + 3 min 50 s     |
| 9e | Levi Leipheimer    | États-Unis | Discovery Channel    | DQ               |
| 10e | Kim Kirchen        | Luxembourg | T-Mobile             | + 5 min 06 s     |

## Classements annexes
| Classement par points | Classement par points | Classement par points | Classement par points | Classement par points |
| Coureur               | Coureur               | Pays                  | Équipe                | Points                |
| --------------------- | --------------------- | --------------------- | --------------------- | --------------------- |
| 1er                   | Tom Boonen            | Belgique              | Quick Step-Innergetic | 147 pts               |
| 2e                    | Erik Zabel            | Allemagne             | Team Milram           | 134 pts               |
| 3e                    | Robert Hunter         | Afrique du Sud        | Barloworld            | 103 pts               |
| 4e                    | Thor Hushovd          | Norvège               | Crédit Agricole       | 101 pts               |
| 5e                    | Sébastien Chavanel    | France                | La Française des jeux | 94 pts                |

| Classement par points | Classement par points | Classement par points | Classement par points | Classement par points |
| Coureur               | Coureur               | Pays                  | Équipe                | Points                |
| --------------------- | --------------------- | --------------------- | --------------------- | --------------------- |
| 1er                   | Tom Boonen            | Belgique              | Quick Step-Innergetic | 147 pts               |
| 2e                    | Erik Zabel            | Allemagne             | Team Milram           | 134 pts               |
| 3e                    | Robert Hunter         | Afrique du Sud        | Barloworld            | 103 pts               |
| 4e                    | Thor Hushovd          | Norvège               | Crédit Agricole       | 101 pts               |
| 5e                    | Sébastien Chavanel    | France                | La Française des jeux | 94 pts                |

| Classement de la montagne | Classement de la montagne | Classement de la montagne | Classement de la montagne | Classement de la montagne |
| Coureur                   | Coureur                   | Pays                      | Équipe                    | Points                    |
| ------------------------- | ------------------------- | ------------------------- | ------------------------- | ------------------------- |
| 1er                       | Michael Rasmussen         | Danemark                  | Rabobank                  | 98 pts                    |
| 2e                        | Mauricio Soler            | Colombie                  | Barloworld                | 79 pts                    |
| 3e                        | Yaroslav Popovych         | Ukraine                   | Discovery Channel         | 69 pts                    |
| 4e                        | Mikel Astarloza           | Espagne                   | Euskaltel-Euskadi         | 51 pts                    |
| 5e                        | Laurent Lefèvre           | France                    | Bouygues Telecom          | 50 pts                    |

| Classement de la montagne | Classement de la montagne | Classement de la montagne | Classement de la montagne | Classement de la montagne |
| Coureur                   | Coureur                   | Pays                      | Équipe                    | Points                    |
| ------------------------- | ------------------------- | ------------------------- | ------------------------- | ------------------------- |
| 1er                       | Michael Rasmussen         | Danemark                  | Rabobank                  | 98 pts                    |
| 2e                        | Mauricio Soler            | Colombie                  | Barloworld                | 79 pts                    |
| 3e                        | Yaroslav Popovych         | Ukraine                   | Discovery Channel         | 69 pts                    |
| 4e                        | Mikel Astarloza           | Espagne                   | Euskaltel-Euskadi         | 51 pts                    |
| 5e                        | Laurent Lefèvre           | France                    | Bouygues Telecom          | 50 pts                    |

| Classement du meilleur jeune | Classement du meilleur jeune | Classement du meilleur jeune | Classement du meilleur jeune | Classement du meilleur jeune |
| Coureur                      | Coureur                      | Pays                         | Équipe                       | Temps                        |
| ---------------------------- | ---------------------------- | ---------------------------- | ---------------------------- | ---------------------------- |
| 1er                          | Alberto Contador             | Espagne                      | Discovery Channel            | 43 h 55 min 56 s             |
| 2e                           | Linus Gerdemann              | Allemagne                    | T-Mobile                     | + 3 min 37 s                 |
| 3e                           | Mauricio Soler               | Colombie                     | Barloworld                   | + 3 min 41 s                 |
| 4e                           | Kanstantsin Siutsou          | Biélorussie                  | Barloworld                   | + 5 min 52 s                 |
| 5e                           | Vladimir Gusev               | Russie                       | Discovery Channel            | + 9 min 12 s                 |

| Classement du meilleur jeune | Classement du meilleur jeune | Classement du meilleur jeune | Classement du meilleur jeune | Classement du meilleur jeune |
| Coureur                      | Coureur                      | Pays                         | Équipe                       | Temps                        |
| ---------------------------- | ---------------------------- | ---------------------------- | ---------------------------- | ---------------------------- |
| 1er                          | Alberto Contador             | Espagne                      | Discovery Channel            | 43 h 55 min 56 s             |
| 2e                           | Linus Gerdemann              | Allemagne                    | T-Mobile                     | + 3 min 37 s                 |
| 3e                           | Mauricio Soler               | Colombie                     | Barloworld                   | + 3 min 41 s                 |
| 4e                           | Kanstantsin Siutsou          | Biélorussie                  | Barloworld                   | + 5 min 52 s                 |
| 5e                           | Vladimir Gusev               | Russie                       | Discovery Channel            | + 9 min 12 s                 |

| Classement par équipes | Classement par équipes | Classement par équipes | Classement par équipes |
| Équipe                 | Équipe                 | Pays                   | Temps                  |
| ---------------------- | ---------------------- | ---------------------- | ---------------------- |
| 1re                    | Caisse d'Épargne       | Espagne                | 131 h 52 min 51 s      |
| 2e                     | Discovery Channel      | États-Unis             | + 6 s                  |
| 3e                     | Astana                 | Suisse                 | + 3 min 02 s           |
| 4e                     | CSC                    | Danemark               | + 5 min 34 s           |
| 5e                     | Rabobank               | Pays-Bas               | + 8 min 19 s           |

| Classement par équipes | Classement par équipes | Classement par équipes | Classement par équipes |
| Équipe                 | Équipe                 | Pays                   | Temps                  |
| ---------------------- | ---------------------- | ---------------------- | ---------------------- |
| 1re                    | Caisse d'Épargne       | Espagne                | 131 h 52 min 51 s      |
| 2e                     | Discovery Channel      | États-Unis             | + 6 s                  |
| 3e                     | Astana                 | Suisse                 | + 3 min 02 s           |
| 4e                     | CSC                    | Danemark               | + 5 min 34 s           |
| 5e                     | Rabobank               | Pays-Bas               | + 8 min 19 s           |

### Combativité
Yaroslav Popovych